# 阿尔万切斯德马希纳
阿尔万切斯德马希纳，是西班牙安达卢西亚自治区哈恩省的一个市镇。总面积39平方公里，总人口1446人（2001年），人口密度37人/平方公里。